# Vicia inconspicua
Vicia inconspicua là một loài thực vật có hoa trong họ Đậu. Loài này được Phil. miêu tả khoa học đầu tiên năm 1856.